# Tresetište Đilda
Tresetište Đilda je specijalni botanički rezervat koji administrativno pripada vareškoj općini. Nalazi se na planini Zvijezdi sjeverno od Vareša i značajan je zbog endemične i ljekovite bilje gorčice, te drugih rijetkih biljaka. Površina rezervata je 10 hektara.